# Пеэп, Ао Хелендович
А́о Хе́лендович Пе́эп (17 октября 1947, Тарту — 23 апреля 2011, там же) — эстонский драматический актёр.

## Биография
С 1963 по 1967 год Пеэп учился в театральной студии «Ванемуйне» у К. К. Ирда. Почти полвека (с 1966) он работал в Тартуском театре «Ванемуйне», исполняя не только драмы, но и оперы, оперетты и балеты. Всего Пеэп сыграл около пятидесяти ролей, в том числе в постановках Эвальда Хермакюлы, Яана Тооминга и Микка Микивера. Он также снимался в телевизионных постановках, прослушиваниях и фильмах «Слепые окна» (1968), «Ключевой вопрос» (1987) и «Горничная» (1990).
Во время работы в «Ванемуйне» Пеэп впервые спел другого тенора в театральном хоре. Учился пению в студии пения у Энделя Ани.
Ао Пеэп в роли пятилетнего школьника сыграл в фильме Эдуарда Вильде «Неприкасаемое чудо» 1952 года, стоя рядом со своим отцом Хелендом Пеэпом. Последней его ролью также стала «Неприкасаемое чудо». По этому случаю Ао Пеэп сыграл органиста Хейнмана на премьере в феврале 2011 года.

## Семья
Его отцом был актёр и певец Хеленд Пеэп, а женой — актриса Керсти Неэм.